# 坦德朗镇区
坦德朗镇区是緬甸欽邦哈卡縣下辖的一个鎮區。2014年人口50,374人，區域面積3,452平方公里。坦德朗為該鎮區首府。